# Poddesetnik
Poddesetnik je drugi najnižji vojaški čin v Slovenski vojski in prvi čin, ki ima posebno oznako.
Slovenska vojska :

## Druge oborožene sile
- Kopenska vojska Združenih držav Amerike - Private First Class (PFC; tretji najnižji čin)
- Korpus mornariške pehote Združenih držav Amerike - Private First Class (drugi najnižji čin)
- Vojno letalstvo Združenih držav Amerike - Airman (Amn; tretji najnižji čin)
- Vojna mornarica Združenih držav Amerike - Seaman Apprentice (SA, drugi najnižji čin)